# 塚原義弘
塚原 義弘（つかはら よしひろ、1960年4月1日 - ）は、北海道釧路市出身の作曲家。（株）スタジオリッチョ代表を務めている。静岡県浜松市の河合楽器ピアノ調律師養成所を1980年に卒業後、釧路でピアノ調律師として働く。その後札幌市のゲーム制作会社に就職。独立後はライブスタジオを立ち上げる。札幌大谷大学、東海大学、札幌国際大学に於いてサウンドデザイン等の非常勤講師を務める。北海道作曲家協会。

## 主な作品
CM
- HBCテレビ 「もんすけシリーズ」、HBCニュース「オープニング エンディングBGM」[2]
- 道新ぶんぶんクラブ[2]
- リクルート[2]
- 北日本フーズ（キムチの歌）[2]
- サッポロドラッグストア
- ポッカコーポレーション（現・ポッカサッポロフード&ビバレッジ）（ポッカレモン）
- JA共済
- 黒千石（きのとや）
- AC Japan 北海道限定「このチカラこの地から編」CM(2011)
- 三愛グループ
- ハウスタウン
- ハッカ樹氷

ゲーム（楽曲提供・効果音）
- 桃太郎道中記（セガサターン）- 映像音楽・効果音制作
- ブラッディロア2（アーケード）- サウンドエフェクト
- ブラッディロア4（PlayStation 2）
- 天外魔境III NAMIDA（PlayStation 2） - ムービー音声制作
- 幻想水滸伝V
- マリオパーティ8（Wii）
- スターソルジャーR（Wii）
- はたらくヒト（Wii）
- タッチ!ボンバーマンランド スターボンバーのミラクル★ワールド（ニンテンドーDS）- サウンドデザイナー
- ソニックと暗黒の騎士 - 演奏者として参加。
- DisneyMagicCastel My Happy Life (ニンテンドー3DS)
- しんけん!!
- 楽曲提供、輓馬（ばんば）GO BANG！三貴哲成（三好鉄生）。デビュー35周年記念作となるニュー・シングル